# 阿布·叶海亚·本·阿卜杜勒-哈克
阿布·叶海亚·本·阿卜杜勒-哈克（阿拉伯语：أبو يحيى بن عبد الحق；？—1258年），马林王朝领袖，阿卜杜勒-哈克一世之子，1244年至1258年在位。
他一度攻占梅克内斯并建都于此，但遭穆瓦希德王朝军队反攻，撤退至摩洛哥东部。穆瓦希德军队随后在和特莱姆森的作战中落败，哈里发阿布·哈桑·赛义德阵亡，阿布·叶海亚趁机攻占蓋爾西夫，控制整个摩洛哥东部。1248年，他率军攻克非斯，随后又攻占了南部的塔菲拉勒特。1258年，阿布·叶海亚因病离世，这时穆瓦希德王朝的控制范围仅剩高阿特拉斯山脉、苏斯、马拉喀什地区，以及马拉喀什到乌姆拉比亚河之间的土地。